# 生田ちむ
生田 ちむ（いくた ちむ、12月24日 - ）は、日本のタレント、レースクイーン、モデル。
新潟県柏崎市出身。イー・スマイル所属。愛称は「ちむちゃん」「ちむちむ」。

## 略歴
モデルとしての初仕事は2013年8月のサマーソニックのコンパニオン。同年11月には東京モーターショーに初参加。2014年、ミスアクション2015候補生にエントリーするも、グランプリ受賞はならなかった。
2015年のSUPER GTで「JLOC マネパランボルギーニ with クロコクイーン」を務めレースクイーンデビュー。同年には桶川スポーツランドのイメージガールに当たる「桶川サーキットレディ」としての活動もあった。
2016年はスーパー耐久で「フロンティアキューティーズ」、SUPER GTで「TOMEI SPORTS ベイビットエンジェルス」を兼任。同年12月、スーパー耐久レースクイーン人気投票企画『ST GIRL 50』の2代目グランプリに選ばれる。
2017年1月、ネットアージュからイー・スマイルに事務所を移籍。この年は引き続きスーパー耐久の「フロンティアキューティーズ」として活動する一方、SUPER GTでは「apr HYBRID VICTORIA レースクイーン」を務める。同年のS耐RQ人気投票『ST GIRL』では、2年連続の年間グランプリを受賞した。
2018年1月13日、東京オートサロン2018内で行われた『日本レースクイーン大賞2017』でRQ大賞5名の中に選ばれる。同年1月27日 - 1月28日の沖縄カスタムカーショーでは、太田麻美と共にショー自体の公式イメージガールを務めた。
2019年1月12日、東京オートサロン2019（幕張メッセ）で開催された『GOODRIDE 日本レースクイーン大賞2018』で「レースクイーン大賞」および「東京中日スポーツ賞」を受賞。この年には「KCMGエンジェルス」としてスーパー耐久とスーパーフォーミュラの2カテゴリーで活動した。
2020年1月11日、東京オートサロン2020（幕張メッセ）で開催された『GOODRIDE 日本レースクイーン大賞2019』で「レースクイーン大賞」および「東京中日スポーツ賞」を受賞。レースクイーン大賞は3年連続、東京中日スポーツ賞は2年連続の快挙となった。
2021年2月1日、自身初の写真集『POM!!』を三栄より発売。同年と2022年の2年連続で、「Owltech Lady」としてSUPER GT「TGR TEAM SARD」のレースクイーンを務める。

## 人物
- 姉は恐竜タレントとして知られる生田晴香[18]。YouTubeチャンネル「生田晴香の恐竜わっしょい」では姉妹共演も果たしている[動画 4][動画 5]。
- 趣味はポケモンカードゲーム。特技はダーツ。
- 自らを“モタスポ大使”と呼ぶほど自動車レースに詳しく、ブログでも「MCちむのレース講座」と題したカテゴリーでレースの醍醐味を伝えている[19]。

## 活動

### レースクイーン
| 年     | カテゴリー                        | チーム名                                        | 他メンバー                                                     |
| ------ | --------------------------------- | ----------------------------------------------- | -------------------------------------------------------------- |
| 2015年 | SUPER GT                          | JLOC マネパランボルギーニ with クロコクイーン   | 南友香、水嶋なな、小崎ますみ                                   |
| 2016年 | SUPER GT                          | TOMEI SPORTS ベイビットエンジェルス             | 武田華恋、今井えり、 如月くるみ、望月さとみ                    |
| 2016年 | スーパー耐久                      | フロンティアキューティーズ                      | あやきいく、立花はる、山本愛実                                 |
| 2017年 | SUPER GT                          | apr HYBRID VICTORIA レースクイーン              | 今村仁美、桜井はるか                                           |
| 2017年 | スーパー耐久                      | フロンティアキューティーズ                      | 杉原あやの、まろか、 松岡夢、大崎みゆ                          |
| 2018年 | SUPER GT                          | Modulo Drago CORSE Modulo Pretty                | はるま                                                         |
| 2018年 | スーパー耐久                      | Modulo Racing with DOME Modulo Pretty           |                                                                |
| 2018年 | スーパーフォーミュラ              | B-MAX GIRL                                      |                                                                |
| 2019年 | SUPER GT                          | LEXUS TEAM LEMANS WAKO'S 「WAKO'S GIRLS」       | 霧島聖子、滝川メグ、藤高つばさ                                 |
| 2019年 | スーパー耐久 スーパーフォーミュラ | Carrozzeria Team KCMG「 KCMG Girls」            | S耐：葵井えりか、上村祐菜 SF：葵井えりか、沙倉しずか、竹本ちえ |
| 2020年 | SUPER GT                          | TGR TEAM WOKO'S ROOKIE 「WAKO'S GIRLS」         | 南まりあ、中村このみ、寺地みのり                               |
| 2020年 | 86/BRZレース                      | T by Two CABANA Racing 「カバレオンカラーズ」   | [ 26 ] [ 動画 6 ]                                              |
| 2020年 | スーパーフォーミュラ              | B-MAX Racing Girl                               | [ 注 1 ]                                                       |
| 2021年 | SUPER GT                          | TGR TEAM SARD 「Owltech Lady」                  | 藤本真由                                                       |
| 2022年 | SUPER GT                          | TGR TEAM SARD 「Owltech Lady」                  | 七瀬はるか                                                     |
| 2023年 | SUPER GT                          | TGR TEAM SARD 「WAKO'S GIRLS」                  | 滝川メグ                                                       |
| 2023年 | GR86/BRZ Cup                      | ASSO MOTOR SPORTS 「奏の森リゾートレディ」      | 後藤佑紀                                                       |
| 2024年 | SUPER GT                          | TGR TEAM SARD 「WAKO’S GIRLS」                  | 奥田千尋                                                       |
| 2025年 | SUPER GT                          | 2025 WAKO’S GIRLS (16号車)                      | 霧島聖子                                                       |
| 2025年 | スーパー耐久                      | TEAM NOPRO ELECTRO IMAGING Girls 2025 第2戦から | 早乙女るな・楓紗季・有栖未桜                                   |

### イメージガール他
- 桶川スポーツランド「桶川サーキットレディ」（2015年）[注 2]
- 沖縄カスタムカーショー（2018年）[13]
- 西口プロレスラウンドガール「西口向上委員会」（2018年 - 2023年現在）[30][31]
- WG POKER JAPAN「WGP GIRLS」（2021年 - 2024年現在）

### 雑誌
- 2017年6月 『GALS PARADISE 2017 レースクイーン　デビュー編』表紙
- 2017年7月 『グーパーツ　2017　vol.204』表紙
- 2018年7月 『AKIBA Spec 2018 Vol.104』表紙モデル電子版（エレクトロイメージング　fujisan.co.jp ）
- 2020年7月 『AKIBA Spec 2021 Vol.128』表紙モデル電子版（エレクトロイメージング　fujisan.co.jp ）
- 2021年4月 『AKIBA Spec 2021 Vol.137』表紙モデル電子版（エレクトロイメージング　fujisan.co.jp ）
- 2021年9月 『週刊アサヒ芸能』表紙&グラビア掲載コンテスト 第2位（同年9月16日号にグラビア掲載[32]）

### イベント出演

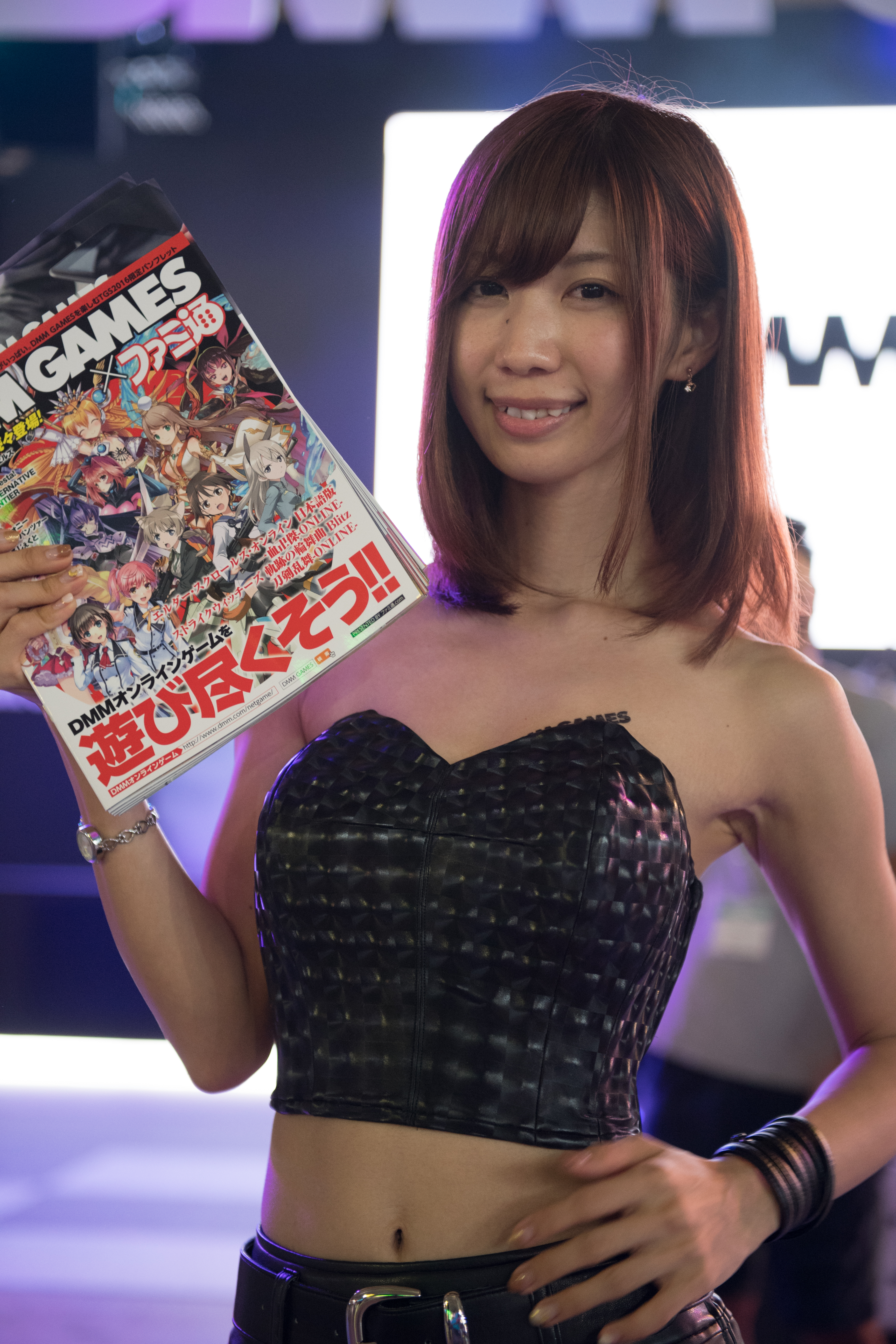
2016年・東京ゲームショウにて

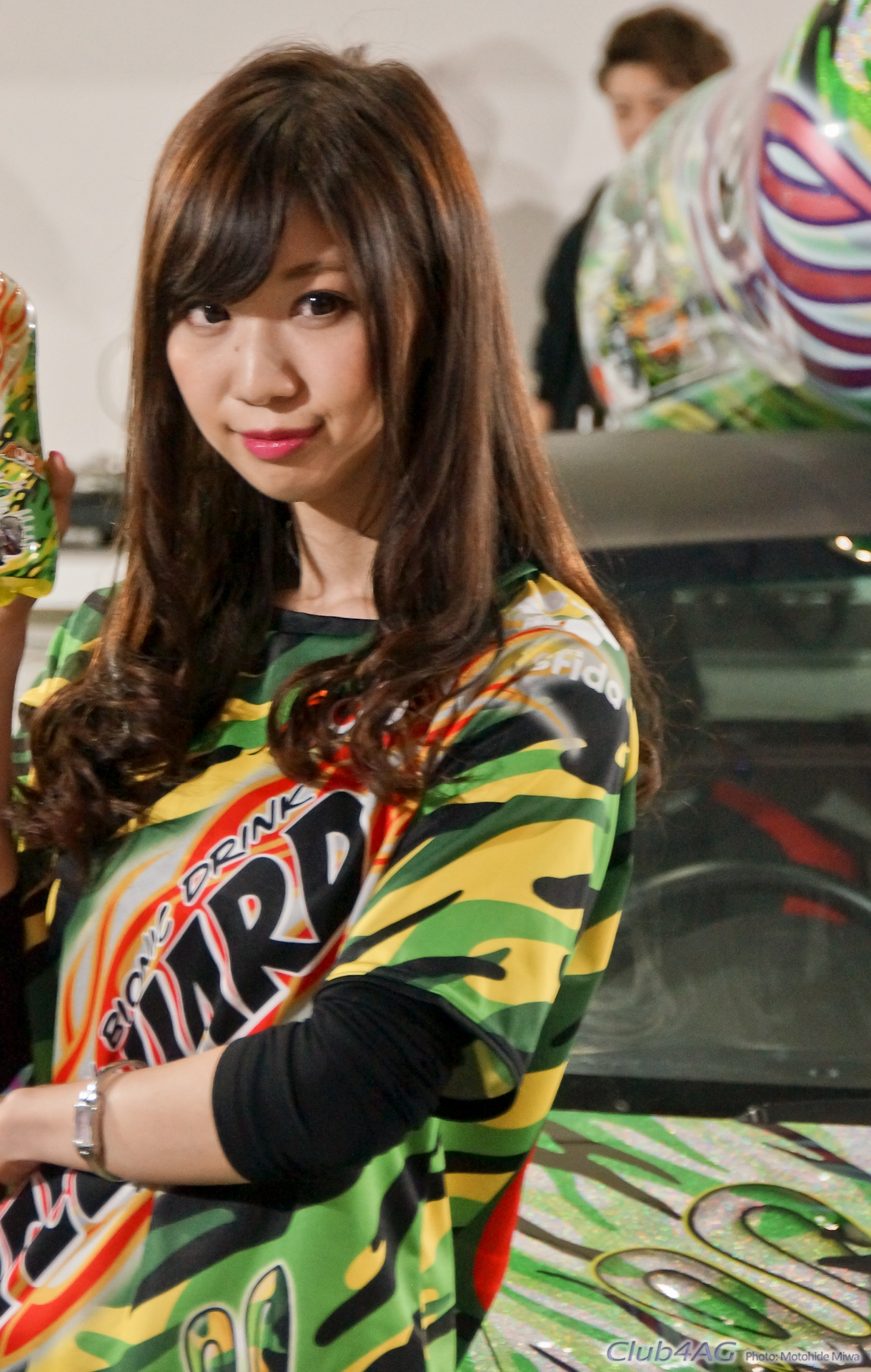
2016年・東京オートサロンにて

| イベント名                       | 出演年 | 出演ブース                                              |
| -------------------------------- | ------ | ------------------------------------------------------- |
| CEATEC JAPAN                     | 2013年 | インテル                                                |
| CEATEC JAPAN                     | 2014年 | 太陽誘電                                                |
| CEATEC JAPAN                     | 2016年 | EPSON                                                   |
| 東京モーターショー               | 2013年 | SMART MOBILITY CITY 2013                                |
| 東京モーターショー               | 2017年 | Audi                                                    |
| 東京モーターショー               | 2019年 | 三菱自動車工業                                          |
| 東京オートサロン                 | 2015年 | パイオニア・カロッツェリア                              |
| 東京オートサロン                 | 2016年 | トヨタ・86×チェリオ                                     |
| 東京オートサロン                 | 2017年 | パイオニア・カロッツェリア                              |
| 東京オートサロン                 | 2018年 | ARMYGIRL                                                |
| 東京オートサロン                 | 2019年 | GOODYEAR                                                |
| 東京オートサロン                 | 2020年 | ダンロップ                                              |
| CP+                              | 2014年 | Canon                                                   |
| CP+                              | 2016年 | オリンパス                                              |
| CP+                              | 2017年 | サンディスク&G-Technology                               |
| CP+                              | 2018年 | profotoステージモデル                                   |
| 東京ゲームショウ                 | 2013年 | GREE「ONE PIECE アドベンチャーログ」                    |
| 東京ゲームショウ                 | 2014年 | セガ                                                    |
| 東京ゲームショウ                 | 2016年 | DMM.com                                                 |
| 東京ゲームショウ                 | 2017年 | ディースリー・パブリッシャー                            |
| 東京ゲームショウ                 | 2018年 | キーウェスト：日向屋「呪刻教室」ブース                  |
| AnimeJapan                       | 2016年 | GATE                                                    |
| AnimeJapan                       | 2017年 | 日本工学院                                              |
| ジャパンアミューズメントエキスポ | 2018年 | 日向屋「呪刻列車」ブース                                |
| ジャパンアミューズメントエキスポ | 2019年 | 日向屋「呪刻列車」ブース                                |
| リテールテックエキスポ           | 2018年 | リコージャパン                                          |
| 情報セキュリティExpo             | 2018年 | SRA                                                     |
| ジャンプフェスタ                 | 2018年 | ミクシィ XFLAGファイトリーグブース アジャスト・レンチ役 |
| ドラッグストアショー             | 2014年 | コーセー                                                |
| ドラッグストアショー             | 2016年 | コーセー                                                |
| ドラッグストアショー             | 2017年 | コーセー                                                |
| ドラッグストアショー             | 2019年 | コーセー                                                |
| Interop Tokyo                    | 2019年 | Fortinet                                                |

## 作品

### 写真集
- POM!!（三栄・2021年2月1日発売）[15]